# Tyrannobdella rex
Tyrannobdella rex que significa "sanguijuela reina tirana" es una especie de sanguijuela con dientes descubierta en el año 2007, en Perú. Su lugar preferido son las fosas nasales de los humanos. Mide menos de 5 cm, tiene un cuerpo cilíndrico, y vive en las partes remotas de la alta Amazonía.
Los ocho dientes de Tyrannobdella rex son desproporcionadamente grandes, con una longitud de hasta 0,13 mm, que inspiró a los descubridores de la especie a usar un nombre que recuerde al Tyrannosaurus rex.

## Descubrimiento
Esta sanguijuela fue descubierta de una manera muy extraña en 2007. Fue encontrado dentro de la nariz de una niña en Perú. Su descubrimiento permitió asignar un nuevo género y una nueva especie.
A diferencia de otras sanguijuelas descritas anteriormente, este taxón se caracteriza por una sola mandíbula con ocho dientes grandes. Tyrannosaurus rex recibió su nombre por sus dientes característicamente desproporcionados en comparación con su pequeño tamaño.

## Su boca
Su boca es su rasgo más característico, utiliza los dientes para la extracción de la sangre.

## Relación con otras sanguijuelas
Este tipo de sanguijuela tiene cierta relación de ADN con otras sanguijuelas que viven en áreas remotas y se alimentan de las membranas mucosas.
Estudios genéticos han demostrado que los dos grupos compartían un ancestro común hace unos 200 millones de años, cuando los dinosaurios dominaban el planeta y los continentes se unían en la denominada Pangea.

## Alimentación
Aunque los científicos aún no se han puesto de acuerdo sobre la principal fuente de alimento de la sanguijuela T. rex, se pueden hacer algunas afirmaciones. Al igual que muchas otras especies de sanguijuelas, su alimento favorito es la sangre de otros animales o humanos. La presa favorita de T. rex parecen haber sido los mamíferos acuáticos. Las sanguijuelas viven en las narices y bocas de los animales y permanecen allí durante semanas mientras chupan la sangre; pasado ese tiempo van en busca de otra víctima.